# Иванивка
 Тази статия е за селището в Херсонска област, Украйна.  За селището в Одеска област вижте Иванивка (Одеска област).  
Иванивка (на украински: Іванівка) е селище от градски тип в Южна Украйна, Иванивски район на Херсонска област. Основано е през 1820 година. Населението му е около 5245 души.